# Réseau de transport public du Grand Paris
Cet article concerne un ancien projet de métro en rocade autour de Paris. Pour le projet actuel, voir Grand Paris Express.
Le réseau de transport public du Grand Paris (appelé également le Métro Grand Paris) est un ancien projet de trois lignes de « supermétro automatique régional » de 155 kilomètres de long, en boucle autour de Paris et proposé par Christian Blanc, secrétaire d’État chargé du Développement de la région capitale. Il a été annoncé officiellement par le président Nicolas Sarkozy le 29 avril 2009. Ce projet s'inscrit dans le cadre du Grand Paris. En 2011, il aboutira au projet Grand Paris Express après sa fusion avec le projet régional Arc Express.
Le projet prévoyait le prolongement de ligne 14 du métro de Paris au nord vers Roissy et au sud vers l'aéroport d'Orly, cet axe devant être complété par deux lignes formant une « double boucle » autour de Paris, desservant des quartiers où les besoins de transport sont importants, mais aussi les principaux et futurs pôles économiques comme La Défense ou le plateau de Saclay et les aéroports d'Orly et de Roissy. Cette structure sera pour l'essentiel reprise par son projet successeur Grand Paris Express.
La boucle intérieure suivait un tracé similaire à celui du projet Arc Express, présenté par la région Île-de-France, sur l'essentiel de son parcours à l'exception de la partie Est. Le projet Grand Paris Express fusionnera les deux tracés pour aboutir à la ligne 15.
Nicolas Sarkozy a également évoqué en 2009 la possibilité d'une liaison ferroviaire souterraine Saint-Lazare – Montparnasse, c'est-à-dire un projet semblable au RER F, mais le sujet n'a plus été abordé par la suite.

## Objectifs
La création de cette double rocade répond à plusieurs objectifs. La situation actuelle montre à quel point le réseau de transport actuel ne répond pas à la demande : si dans Paris intra-muros, 63 % des déplacements se font par les transports en commun, ce taux descend à 23 % en banlieue parisienne. En effet, les déplacements de banlieue à banlieue par ce mode de transport sont difficiles et peu attractifs car le réseau de transport en commun en Île-de-France est en forme d’étoile, avec des RER et des lignes de métro qui convergent vers la capitale. Ceci oblige certains voyageurs à passer par Paris pour aller d'un point à l'autre de la banlieue. Ce phénomène contribue à la saturation du réseau existant. Le « Métro Grand Paris » veut rééquilibrer ce réseau en soulageant les lignes aujourd'hui les plus saturées (ligne 13, RER A, RER B, etc.).
Dans les objectifs affichés par la Société du Grand Paris, figure également le désenclavement de territoires marginalisés. Le dernier objectif du « Métro Grand Paris », souvent utilisé par ses détracteurs pour l'opposer au projet Arc Express, est de servir de levier pour soutenir le développement économique de la région Île-de-France. En reliant les grands pôles de développement, la future infrastructure de transport prévoit d'accompagner la création de près d'un million d'emplois supplémentaires à l'horizon 2030.

## Avant projet (2009-2010)

### Construction et coût
Un groupe de travail, comprenant notamment la RATP, a remis ses conclusions fin septembre 2009 sur ce projet,.
Le coût annoncé de ce réseau est de 20,5 milliards d'euros. Son mode de financement, reposant sur l'emprunt, de nouvelles recettes fiscales et lié aux nouvelles urbanisations, doit faire l'objet de précisions dans la loi de finance rectificative. Les opposants au projet rappellent que ce coût, important, ne doit pas faire oublier celui de la nécessaire remise à niveau de l'ensemble du réseau de transports en commun francilien, saturé et nécessitant de nombreuses améliorations.
Il sera construit par une autorité spécifique, un établissement public, la Société du Grand Paris, qui remettra le réseau au STIF à l'issue de sa construction. La loi relative au Grand Paris, du 3 juin 2010, prévoit la création de cet établissement public qui sera chargé de conduire les études, lancer les appels d'offres et passer les marchés nécessaires à la construction de ce réseau. La construction pourrait commencer en 2013 et s'étaler sur dix ans.

### Tracés envisagés

#### Présentation

Le tracé des lignes du réseau à construire.

Le premier tracé des lignes esquissé par la présidence de la République, complété par les premières études dévoilées de la RATP basées sur les travaux du secrétariat d'État au développement de la région capitale, évoque le découpage suivant :
- Ligne bleue (Ligne 14 prolongée au nord à Roissy et au sud à Orly) : Roissy CDG – Le Bourget – Saint-Denis (Pleyel) – Saint-Lazare – Villejuif – Orly ;
- Ligne rouge (Liaison circulaire sud) : La Défense – Issy-les-Moulineaux – Villejuif – Descartes-Noisy – Chelles – Clichy - Montfermeil – Le Bourget ;
- Ligne verte (Liaison circulaire ouest) : Roissy CDG – Le Bourget – Saint-Denis (Pleyel) – La Défense – Rueil-Malmaison – Versailles – Saclay – Massy – Orly.

Les lignes bleue et verte posséderaient un tronc commun entre Pleyel et Roissy avec chacune un terminus intermédiaire à la station « Carrefour Pleyel ». Seul un train sur deux de la ligne 14 irait alors jusqu'à Roissy, l'autre train s'arrêtant à ce terminus intermédiaire. Les trains de la ligne verte, dont la cadence serait de moitié celle de la ligne 14, seraient tous terminus Roissy et entreraient dans le carrousel de la ligne 14 à cette station, prenant la place des trains de la ligne 14 n'allant pas plus loin.
En septembre 2009, un tracé légèrement différent est apparu, créant un point de correspondance entre les lignes rouge et verte non plus à la Défense, mais à Saint-Cloud et un tracé entre La Défense et Carrefour Pleyel passant plus au nord.

#### Stations
Une quarantaine de stations au total seraient créées. Entre La Défense et Carrefour Pleyel, la ligne verte desservirait trois stations.
Ce faible nombre de stations (une station tous les 3 km en moyenne) permet d'assurer une vitesse commerciale importante, favorisant les déplacements longs dans l'Île-de-France ou entre pôles.
Ce choix est critiqué par de nombreux auteurs, qui relèvent que, faute de maillage fin, le projet ne satisfera pas les besoins des franciliens.

##### Ligne rouge

Plan de la ligne rouge

Selon le projet soumis au débat, la ligne comporterait 23 stations.
|  |   |  | Stations                                | Zone | Communes desservies              | Correspondances                                            |
|  | - |  | --------------------------------------- | ---- | -------------------------------- | ---------------------------------------------------------- |
|  | o |  | Le Bourget-Aéroport                     | 3    | Le Bourget                       | Ligne bleue, ligne verte                                   |
|  | o |  | Aulnay-sous-Bois                        | 4    | Aulnay-sous-Bois                 |                                                            |
|  | o |  | Sevran-Beaudottes (*)                   | 4    | Sevran                           | (RER) · (B)                                                |
|  | o |  | Sevran-Livry                            | 4    | Sevran                           | (RER) · (B)                                                |
|  | o |  | Clichy-Montfermeil                      | 3    | Clichy-sous-Bois, Montfermeil    |                                                            |
|  | o |  | Chelles                                 | 4    | Chelles                          | (RER) · (E) · Transilien · Ligne P du Transilien           |
|  | o |  | Noisy - Champs                          | 4    | Noisy-le-Grand, Champs-sur-Marne | (RER) · (A)                                                |
|  | o |  | Villiers-sur-Marne - Le Plessis-Trévise | 4    | Villiers-sur-Marne               | (RER) · (E)                                                |
|  | o |  | Champigny Le Plant                      | 4    | Champigny-sur-Marne              |                                                            |
|  | o |  | Créteil - L'Échat                       | 3    | Créteil                          | (M) · (8)                                                  |
|  | o |  | Le Vert de Maisons                      | 3    | Maisons-Alfort, Alfortville      | (RER) · (D)                                                |
|  | o |  | Les Ardoines                            | 3    | Vitry-sur-Seine                  | (RER) · (C)                                                |
|  | o |  | Vitry Centre                            | 3    | Vitry-sur-Seine                  |                                                            |
|  | o |  | Villejuif - Louis Aragon                | 3    | Villejuif                        | (M) · (7)                                                  |
|  | o |  | Villejuif Institut Gustave Roussy       | 3    | Villejuif                        | Ligne bleue                                                |
|  | o |  | Arcueil - Cachan                        | 3    | Cachan                           | (RER) · (B)                                                |
|  | o |  | Bagneux                                 | 3    | Bagneux                          | (M) · (4)                                                  |
|  | o |  | Châtillon - Montrouge                   | 3    | Châtillon, Montrouge             | (M) · (13)                                                 |
|  | o |  | Les Moulineaux                          | 2    | Issy-les-Moulineaux              | (T) · (2)                                                  |
|  | o |  | Île Seguin ou Pont de Sèvres            | 2    | Boulogne-Billancourt             | ou                                                         |
|  | o |  | Saint-Cloud                             | 3    | Saint-Cloud                      | Transilien · Ligne L du Transilien · Ligne U du Transilien |
|  | o |  | Suresnes Centre                         | 3    | Suresnes                         |                                                            |
|  | o |  | La Défense Grande Arche                 | 3    | Puteaux                          | Ligne verte                                                |

(*) Note : Sevran-Beaudottes : cette correspondance est évoquée en pointillés dans le projet soumis au débat.

##### Ligne verte

Plan de la ligne verte

Selon le projet soumis au débat, la ligne comprendrait 15 stations. Toutefois, la desserte du plateau de Saclay est remise en cause à partir de décembre 2010.
|  |   |  | Station                                                                | Zone | Communes desservies | Correspondances                    |
|  | - |  | ---------------------------------------------------------------------- | ---- | ------------------- | ---------------------------------- |
|  | • |  | Aéroport Charles de Gaulle                                             | 5    | Tremblay-en-France  | Ligne bleue CDGVAL TGV             |
|  | o |  | Parc des Expositions RER B ou Villepinte-Tremblay Parc des Expositions | 4    | Villepinte          | Ligne bleue                        |
|  | o |  | Triangle de Gonesse                                                    | 4    | Gonesse             | Ligne bleue                        |
|  | o |  | Le Bourget Aéroport                                                    | 4    | Le Bourget          | Ligne rouge, ligne bleue           |
|  | o |  | Le Bourget RER B                                                       | 3    | Le Bourget          | Ligne bleue                        |
|  | o |  | Saint-Denis Pleyel                                                     | 3    | Saint-Denis         | Ligne bleue                        |
|  | o |  | Les Grésillons ou Gennevilliers RER C                                  | 3    | Gennevilliers       | (RER) · (C)                        |
|  | o |  | Les Agnettes ou Port de Gennevilliers                                  | 3    | Gennevilliers       | (M) · (13)                         |
|  | o |  | Bécon-les-Bruyères                                                     | 3    | Bécon-les-Bruyères  | Transilien · Ligne L du Transilien |
|  | o |  | La Défense Grande Arche                                                | 3    | Puteaux             | Ligne rouge                        |
|  | o |  | Nanterre                                                               | 3    | Nanterre            | (RER) · (E)                        |
|  | o |  | Rueil                                                                  |      | Rueil-Malmaison     |                                    |
|  | o |  | Versailles-Matelots ou Versailles Chantiers                            | 4    | Versailles          | (RER) · (C)                        |
|  | o |  | Saclay-Sud                                                             | 4    | Saclay              |                                    |
|  | o |  | Massy-Palaiseau                                                        | 4    | Massy               | TGV                                |
|  | • |  | Aéroport d'Orly                                                        | 4    | Orly                | Ligne bleue, Orlyval TGV           |

(Les stations en gras servent de départ ou de terminus à certaines missions)

##### Ligne bleue

Plan de la ligne bleue

Selon le projet soumis au débat, la ligne comporterait 22 stations, dont 13 nouvelles.
|  |   |  | Station                                                                | Communes           | Correspondances                                 |
|  | - |  | ---------------------------------------------------------------------- | ------------------ | ----------------------------------------------- |
|  | • |  | Aéroport Charles de Gaulle                                             | Tremblay-en-France | Ligne verte CDGVAL TGV                          |
|  | o |  | Parc des Expositions RER B ou Villepinte-Tremblay Parc des Expositions | Villepinte         | Ligne verte                                     |
|  | o |  | Triangle de Gonesse                                                    | Gonesse            | Ligne verte                                     |
|  | o |  | Le Bourget Aéroport                                                    | Le Bourget         | Ligne rouge, ligne verte                        |
|  | o |  | Le Bourget RER B                                                       | Le Bourget         | Ligne verte Tangentielle Nord                   |
|  | o |  | Saint-Denis Pleyel                                                     | Saint-Denis        | Ligne verte                                     |
|  | o |  | Mairie de Saint-Ouen                                                   | Saint-Ouen         | (M) · (13)                                      |
|  | o |  | Saint-Ouen RER C                                                       | Saint-Ouen         | (RER) · (C)                                     |
|  | o |  | Porte de Clichy                                                        | 17e                | (M) · (13)                                      |
|  | o |  | Saint-Lazare                                                           | 8e                 | TER Haute-Normandie grandes lignes              |
|  | o |  | Madeleine                                                              | 8e                 | (M) · (8) · (12)                                |
|  | o |  | Pyramides                                                              | 1er                | (M) · (7)                                       |
|  | o |  | Châtelet                                                               | 1er, 4e            | (M) · (1) · (4) · (7) · (RER) · (A) · (B) · (D) |
|  | o |  | Gare de Lyon                                                           | 12e                | TER Bourgogne grandes lignes                    |
|  | o |  | Bercy                                                                  | 12e                | TER Bourgogne grandes lignes                    |
|  | • |  | Cour Saint-Émilion                                                     | 12e                |                                                 |
|  | o |  | Bibliothèque François-Mitterrand                                       | 13e                | (RER) · (C)                                     |
|  | • |  | Olympiades                                                             | 13e                |                                                 |
|  | o |  | Kremlin-Bicêtre Hôpital                                                | Le Kremlin-Bicêtre |                                                 |
|  | o |  | Villejuif Institut Gustave Roussy                                      | Villejuif          | Ligne rouge                                     |
|  | o |  | M.I.N. Porte de Thiais                                                 | Thiais             |                                                 |
|  | • |  | Aéroport d'Orly                                                        | Orly               | Ligne verte, Orlyval TGV                        |

(Les stations en gras servent de départ ou de terminus à certaines missions)

#### Offre de transport
Les études de la RATP prévoient la circulation de trains sur pneu de 120 mètres de long à la vitesse maximale de 80 km/h. Afin de permettre le partage d'infrastructures entre les lignes verte et bleue, ces deux lignes au moins pourraient posséder un matériel au gabarit de 2,40 mètres, à l'identique des trains MP 89 circulant actuellement sur la ligne 14.
Les fréquences de passage minimales en heure de pointe projetées pour les différents tronçons étaient les suivantes :
- Ligne bleue, entre Orly et Carrefour Pleyel : 90 secondes ;
- Ligne bleue, entre Carrefour Pleyel et Roissy : 180 secondes ;
- Ligne rouge, sur l'intégralité du parcours : 180 secondes ;
- Ligne verte, entre La Défense et Roissy : 180 secondes ;
- Ligne verte, entre Rueil et la Défense : 360 secondes ;
- Ligne verte, entre Orly et la Défense : 360 secondes.

Les temps de parcours projetées étaient les suivantes :
- La Défense – Charles-de-Gaulle : moins de 30 minutes ;
- Paris – Charles-de-Gaulle : moins de 30 minutes ;
- Gare de Lyon – Orly : 25 minutes ;
- Villejuif – Noisy-Champs : 25 minutes ;
- Orly – Charles-de-Gaulle : moins d'une heure ;
- La Défense – Pleyel : 10 minutes.

### Trafic escompté
Les études de prévision de trafic conduisent à une estimation de fréquentation journalière de l'ordre de 2 000 000 de voyages en 2025 et pouvant aller jusqu'à 3 000 000 en 2035. Ces prévisions sont fondées sur l'observation des comportements de déplacement des Franciliens, sur la base de l'Enquête Globale Transport de l'Insee. Les prévisions ont été réalisées avec deux modèles de prévisions de trafic : le modèle de la direction régionale de l'Équipement de l'Île-de-France (DREIF) et le modèle de la RATP. Les résultats obtenus par ces deux modèles sont globalement convergents.
Les hypothèses de trafic ont été établies sur la base d'une prévision de croissance économique de la Région de 53 000 à 67 000 emplois par an, soit 710 000 à 900 000 emplois créés sur 15 ans. Une étude de l'Insee, de la direction régionale de l'équipement et de l'Institut d'aménagement et d'urbanisme de la région d'Île-de-France de 2010 rappelle toutefois que la Région ne crée que 30 000 emplois par an depuis 2005, et évalue l'augmentation de l'emploi francilien à 300 000 d'ici 2030, soit une croissance deux fois plus faible qu'entre 1982 et 2006 du fait du vieillissement de la population.
Une étude de la RATP mentionnée par le Canard enchaîné réduit la prévision de trafic de trois à deux millions de voyageurs quotidiens, y compris ceux utilisant l'actuelle ligne 14, dont le trafic en 2007 était estimé à 450 000 voyageurs par jour sur la section Olympiades - Saint-Lazare, ce qui ne peut naturellement pas être sans impact sur le dimensionnement de l'infrastructure et son équilibre économique.
Le tronçon Plateau de Saclay - Orly aurait une fréquentation de 6 000 (selon la RATP) à 8 000 (Direction régionale de l'Équipement de l'Île-de-France) passagers par heure en heure de pointe. Ce trafic attendu correspond d'une part à la limite maximale de capacité d'un tramway et d'autre part à la limite minimale de viabilité pour justifier l'investissement d'un métro souterrain. En effet, sur la section de 36 kilomètres entre La Défense et Orly via Saclay, le métro automatique présente un coût estimé de 4,8 milliards d'euros, à comparer au choix d'une solution de type tramway chiffrée à 3 milliards d'euros. La construction d'un métro souterrain ne pourra se justifier que si le trafic sur le plateau vient à croître fortement comme cela est souhaité par le Président Sarkozy.
La Région construit progressivement une desserte par bus en site propre, dont une nouvelle section de 6,7 km doit être inaugurée en 2013. Le rapport Carrez proposait de reporter une éventuelle desserte en métro au-delà de 2025.
Selon les projections remises à la SGP lors de sa fondation, le trafic global à l'horizon 2035 serait, selon la RATP de 2,1 millions de voyageurs journaliers, et, selon la DREIF, de 2,45 millions.
Trafic par branche, en milliers de passagers en heure de pointe (estimations DREIF / estimations RATP) :
- Pleyel-Villejuif : 40/40 ;
- Pleyel-Le Bourget : 17/15 ;
- Le Bourget-Roissy : 15/15 ;
- Le Bourget-Descartes-Noisy : 11/9 ;
- Descartes-Noisy-Villejuif : 27/26 ;
- Orly-Villejuif : 16/8 ;
- Orly-Saclay : 8/6 ;
- La Défense-Saclay : 17/15 ;
- La Défense-Villejuif : 32/30 ;
- La Défense-Pleyel : 19/16.

### Phasage des travaux
Un phasage en deux étapes est débattu :
- première phase (premières sections ouvrant en 2017) :
  - prolongement de la ligne 14 à Villejuif au sud et Roissy au nord,
  - création de la liaison circulaire ouest Villejuif – Saint-Denis via La Défense,
  - création de la liaison circulaire est Villejuif – Saint-Denis via Noisy - Champs ;
- seconde phase (entre 2025 et 2030) : 
  - prolongement de la ligne 14 de Villejuif à Orly,
  - création éventuelle de la liaison La Défense – Orly via le plateau de Saclay.

Ce phasage aboutirait aux mises en service suivantes :
- première phase en 2017 :
  - ligne bleue de Villejuif à Roissy,
  - ligne rouge dans sa totalité,
  - ligne verte de La Défense à Roissy ;
- seconde phase (entre 2025 et 2030) :
  - prolongement de la ligne bleue au Sud de Villejuif à Orly,
  - prolongement de la ligne verte à l'Ouest et au Sud de La Défense à Orly.

Le 7 avril 2010 lors de l'examen du projet de loi sur le Grand Paris par le Sénat, Christian Blanc annonce devant le Sénat que les travaux commenceront certainement dans le Val-de-Marne, les études y étant les plus avancées. Il estime par ailleurs que le chantier sera réalisé « dans treize ans », la mise en chantier du métro automatique se faisant par une dizaine d'engins tunneliers attaquant le chantier en différents points,,.
Alors que le Sénat avait adopté l'abandon de la concertation préalable du projet Arc Express sur un amendement du sénateur centriste Yves Pozzo di Borgo, la commission mixte paritaire du 20 mai a rétabli cette concertation, de manière qu'elle se déroule en même temps que le débat public sur le réseau primaire, quatre mois après la promulgation de la loi, ce qui ouvre la porte à un possible compromis sur les deux projets, notamment dans le Val-de-Marne.
Le rapport de la mission Carrez préconisait fin 2009 un phasage et chiffrait à 24,4 milliards d’euros le montant des investissements de 2010-2025 incluant construction d’une rocade ferroviaire complète autour de Paris (Arc Express), prolongement de la ligne 14 du métro, modernisation du réseau RER et prolongement du RER E à l’ouest. Sur cette période, les charges de fonctionnement, incluant la rénovation du matériel roulant et la mise en accessibilité devraient atteindre 43,2 milliards d’euros. Le rapport retient de multiples modalités de financement : il évoque notamment la hausse du versement transports payé par les entreprises d’Île-de-France et perçu par les collectivités locales (augmentation de 0,1 point en 2010 puis en 2020), l’augmentation du tarif des titres de transport et le recours à l’emprunt, mais il écarte l’hypothèse d’un péage urbain autour de Paris. Cependant l'Elysée refuse tout phasage.

## Loi du 3 juin 2010
La loi n° 2010-597 du 3 juin 2010 relative au Grand Paris, adoptée après des débats animés,,,, et fortement amendée par rapport au projet gouvernemental, a défini le réseau de transport public du Grand Paris comme « constitué des infrastructures affectées au transport public urbain de voyageurs, au moyen d'un métro automatique de grande capacité en rocade qui, en participant au désenclavement de certains territoires, relie le centre de l'agglomération parisienne, les principaux pôles urbains, scientifiques, technologiques, économiques, sportifs et culturels de la région d'Île-de-France, le réseau ferroviaire à grande vitesse et les aéroports internationaux, et qui contribue à l'objectif de développement d'intérêt national fixé [par l'article 1er de la loi] ».
Elle crée un établissement public, la Société du Grand Paris chargée de la mise en œuvre de ce réseau de transport, ainsi que des outils juridiques afin de faciliter la réalisation de grandes opérations d'urbanisme ; elle prévoit enfin la création d'un établissement public chargé de l'aménagement, de l'urbanisme et de la mise en place d'un « cluster scientifique » à Paris-Saclay et l'Opération d'intérêt national de Massy Palaiseau Saclay Versailles Saint-Quentin-en-Yvelines. L'établissement public Paris-Saclay, présidé par Pierre Veltz, est ainsi créé le jour de l'adoption du texte.

### Les objectifs définis par la loi
« Le Grand Paris est un projet urbain, social et économique d'intérêt national qui unit les grands territoires stratégiques de la région d'Ile-de-France, au premier rang desquels Paris et le cœur de l'agglomération parisienne, et promeut le développement économique durable, solidaire et créateur d'emplois de la région capitale. Il vise à réduire les déséquilibres sociaux, territoriaux et fiscaux au bénéfice de l'ensemble du territoire national. Les collectivités territoriales et les citoyens sont associés à l'élaboration et à la réalisation de ce projet.

Ce projet s'appuie sur la création d'un réseau de transport public de voyageurs dont le financement des infrastructures est assuré par l'Etat.
 
Ce réseau s'articule autour de contrats de développement territorial définis et réalisés conjointement par l'Etat, les communes et leurs groupements. Ces contrats participent à l'objectif de construire chaque année 70 000 logements géographiquement et socialement adaptés en Ile-de-France et contribuent à la maîtrise de l'étalement urbain.
Le projet du Grand Paris favorise également la recherche, l'innovation et la valorisation industrielle au moyen de pôles de compétitivité et du pôle scientifique et technologique du plateau de Saclay dont l'espace agricole est préservé.
 
Ce projet intègre un objectif de croissance économique afin de soutenir la concurrence des autres métropoles mondiales.
 
Le réseau de transport du Grand Paris est étroitement interconnecté avec le réseau préexistant en Ile-de-France. Il s'inscrit dans le maillage du réseau ferroviaire, fluvial et routier national afin de réduire les déséquilibres territoriaux. Il doit permettre des liaisons plus rapides et plus fiables avec chacune des régions de la France continentale et éviter les engorgements que constituent les transits par la région d'Ile-de-France. »
— Article 1er de la Loi du 3 juin 2010
La loi ne fixe ni le tracé des lignes, ni les caractéristiques du projet, si ce n'est en déterminant qu'il s'agira d'un « métro automatique de grande capacité en rocade ». La loi renvoie pour cela à un « schéma d'ensemble du réseau de transport public du Grand Paris », qui sera approuvé par décret en Conseil d'État.
Ce schéma, approuvé après une période débat public de 4 mois tenue sous l'autorité de la Commission nationale du débat public, déterminera les caractéristiques principales du projet, et mentionnera : 
« - les prévisions en matière de niveau de service, d'accessibilité, de mode d'exploitation, de tracé et de position des gares ;

- les possibilités de connexion au réseau ferroviaire à grande vitesse qui comprend notamment la ligne reliant Paris aux régions Haute-Normandie et Basse-Normandie ;

- les possibilités de connexion aux autres réseaux de transport public urbain en Île-de-France à la date d'élaboration du schéma d'ensemble ;

- les possibilités de raccordement par ligne à grande vitesse de la liaison par train à grande vitesse Roissy―Charles-de-Gaulle ― Chessy―Marne-la-Vallée, prolongée jusqu'à l'aéroport d'Orly ;

- l'offre de transport public complémentaire du nouveau réseau disponible à partir de ses gares ;

- la prise en compte de l'intermodalité, de sorte que, sans préjudice des compétences du Syndicat des transports d'Île-de-France ainsi que de celles des collectivités territoriales concernées, soient indiquées les dispositions à prendre en compte afin de permettre le développement d'une offre tarifaire combinant le transport public et le stationnement des véhicules légers autour des gares »
— Article 2 de la loi n° 2010-597 du 3 juin 2010
.

### Les moyens de la réalisation
La loi crée un régime dérogatoire permettant de réaliser le projet directement sous l'autorité de l'État, en favorisant l'urbanisation autour de ses gares, en recourant éventuellement à des contrats de partenariat public-privé, et en prélevant une partie des plus-values immobilières générées par la réalisation du projet.
Pour accélérer la réalisation du projet et limiter les risques contentieux, la loi réduit les modalités et délais des procédures de débat public et d'enquêtes publiques.

#### Les modifications du droit de l'urbanisme
La loi crée un nouvel outil de planification urbaine, le Contrat de développement territorial.
Ces contrats, destinés à organiser la mise en œuvre des objectifs fixés par la loi, définissent entre l'État, les collectivités territoriales concernées, « les objectifs et les priorités en matière d'urbanisme, de logement, de transports, de déplacements et de lutte contre l'étalement urbain, d'équipement commercial, de développement économique, sportif et culturel, de protection des espaces naturels, agricoles et forestiers et des paysages et des ressources naturelles ». Approuvés après enquête publique, ils peuvent modifier les documents d'urbanisme (schéma directeur de la région Île-de-France, schémas de cohérence territoriale, plans locaux d'urbanisme...).
Elle crée également un nouveau droit de préemption.

#### Les modifications du droit fiscal
La loi crée une taxe de 15 % sur les plus-values immobilières réalisées à proximité des secteurs concernés par la création des stations du réseau primaire, ainsi que, sur option de la Région d'Île-de-France, des projets d'infrastructure prévus par le Syndicat des transports d'Île-de-France.

#### La Société du Grand Paris
Le conseil de surveillance, présidé par André Santini et composé de onze représentants de l’État, du président du conseil régional d’Île-de-France et des présidents des conseils généraux des huit départements franciliens, s'est réuni pour la première fois le 21 juillet 2010. L'établissement, initialement dirigé par Marc Véron, ancien directeur général d'Air France, est dirigé par un directoire présidé depuis le 14 septembre 2011 par Étienne Guyot.

### La propriété et la gestion des infrastructures
Les infrastructures réalisées par ou pour la Société du Grand Paris appartiennent à cette dernière, mais leur gestion technique est confiée à la RATP, qui assure donc le rôle de gestionnaire d'infrastructure.
Les matériels roulants acquis pour le réseau métropolitain « sont transférés en pleine propriété au Syndicat des transports d'Ile-de-France qui les met à la disposition des exploitants » du réseau primaire.

## Débat public
La loi organise une phase de débat public de quatre mois, menée sous l'autorité d'une commission particulière de la Commission nationale du débat public, afin d'associer le public au processus d'élaboration du schéma d'ensemble du réseau de transport public du Grand Paris. Cette commission particulière est présidée par François Leblond,.
Ce débat public se déroule du 30 septembre 2010 au 31 janvier 2011, et a lieu conjointement avec le débat public organisé sur le projet Arc Express.
Le débat public sur le schéma d'ensemble du réseau de transport du Grand Paris porte sur « l'opportunité, les objectifs et les principales caractéristiques du projet », sur la base d'un dossier établi par la Société du Grand Paris comportant notamment : 
- les objectifs et les principales caractéristiques du projet ;
- l'exposé des enjeux socio-économiques, y compris au regard du rayonnement international de la région d'Île-de-France et de la France ;
- l'estimation du coût et les modes de financement envisagés ;
- les prévisions de trafic ;
- l'analyse des incidences sur l'aménagement du territoire ;
- le rapport environnemental et l'avis de la formation d'autorité environnementale du Conseil général de l'environnement et du développement durable prévus par les articles L. 122-6 et L. 122-7 du code de l'environnement.

Au terme de cette période de quatre mois de débat public, le président de la Commission nationale du débat public publiera sous deux mois le compte rendu et le bilan de ce débat, ainsi que les avis des institutions consultées. Sur cette base, la Société du Grand Paris indiquera dans les deux mois qui suivent les conséquences qu'elle aura tirées de ce bilan, et précisera le schéma d'ensemble retenu, les modifications éventuellement apportées ainsi que les conditions prévues pour sa mise en œuvre. Afin de réduire les délais de réalisation, les contestations contre la tenue de ce débat public ne seront plus recevables au-delà de deux mois après la publication de cette décision de la Société du Grand Paris.
D'âpres négociations se déroulent parallèlement aux débats, entre la Région et le gouvernement, afin de parvenir à un projet commun. En janvier 2011, les conseils généraux de Seine-Saint-Denis et du Val-de-Marne proposent un tracé commun, évitant le hiatus existant entre les deux projets Arc Express et du Grand Paris, et permettant de desservir la gare du Val de Fontenay. La quasi-absence de desserte prévue de la grande couronne provoque la consternation de nombreux élus. Certains n'hésitent pas à proposer un tracé alternatif, comme des élus de droite du Val-d'Oise, qui souhaiteraient voir l'arc Nord desservir Argenteuil, la vallée de Montmorency et Garges-Sarcelles. La Société du Grand Paris objecte toutefois que le nombre de voyageurs transportés à l'heure sur un tel axe ne dépasserait pas cinq mille, ce qui est insuffisant pour justifier le mode métro, bien qu'il soit retenu pour la desserte du plateau de Saclay, au trafic estimé à peine supérieur.
Le compte rendu du débat public a été publié en mars 2011.

## Grand Paris Express
Alors que la fusion des deux projets concurrents, Métro Grand Paris et Arc Express, avait été partiellement entamée en 2007 entre Christian Blanc et Jean-Paul Huchon sur les tracés situés à l'est de la région Île-de-France, la fusion a finalement abouti le 26 janvier 2011, avant l'issue des débats publics qui ont confirmé la nécessité d'une fusion plus aboutie. L'État et la région Île-de-France se sont en effet prononcés sur une vision commune dans laquelle l'essentiel du projet est conservé et amalgamé à Arc Express sous le nom de Grand Paris Express,. Toutefois, la question du développement et de la desserte du plateau de Saclay n'était pas encore réglée, le groupe Vert du conseil régional dénonçant cet accord « déconnecté des urgences et préoccupations des franciliens ».